# Turnau (Štýrsko)

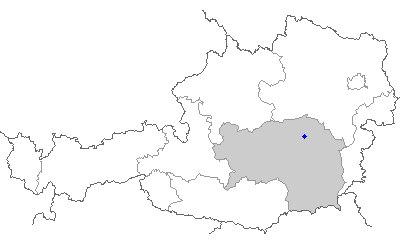
Městys Turnau – poloha na mapě Rakouska

Turnau je městys, který leží v okrese Bruck-Mürzzuschlag, ve spolkové zemi Štýrsko v Rakousku. V lednu 2016 tam žilo 1524 obyvatel.

## Popis
Městys tvoří celkem šest místních částí, jimiž jsou:
| Jméno         | Obyvatel | Nadmořská výška |
| ------------- | -------- | --------------- |
| Au bei Turnau | 162      | 778             |
| Göriach       | 247      | 797             |
| Seewiesen     | 51       | 974             |
| Stübming      | 130      | 860             |
| Thal          | 44       | 950             |
| Turnau        | 915      | 755             |

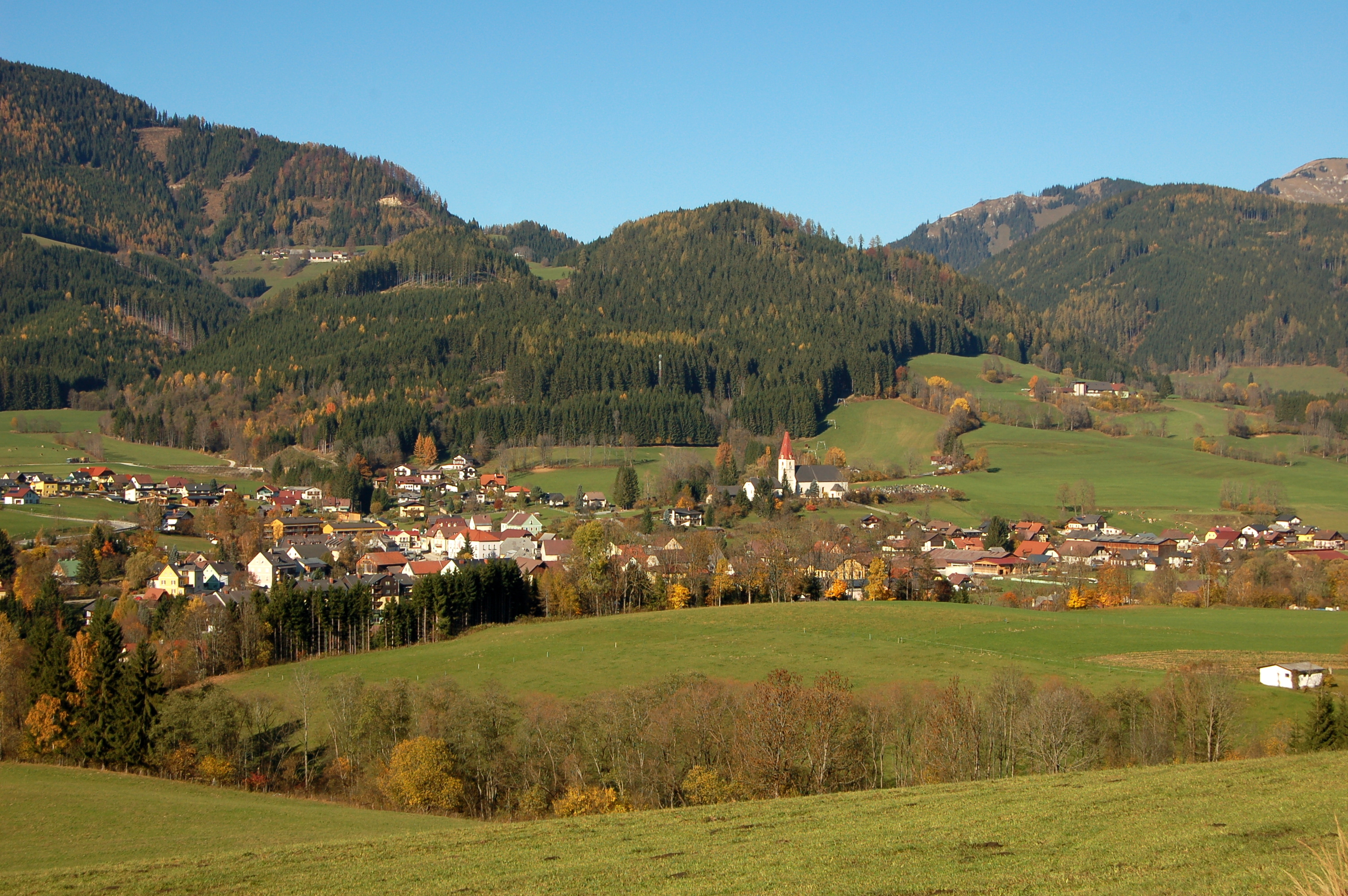
Turnau – pohled na obec od jihu

Počet obyvatel je k 1. lednu 2015. Nadmořské výšky jsou přibližné.
Celková rozloha území městyse je 134,27 km². Téměř všechny místní části jsou rozloženy v údolí potoka Stübmingbach v nadmořské výšce zhruba od 750 do 900 m. Nacházejí se nejvíce podél Zemské silnice L102 (Veitscherstraße).
Místní částí Au bei Turnau, která leží při západním okraji území, prochází severním směrem Zemská silnice B20 (Mariazeller Straße). Ta na trase dlouhé zhruba 10 km vystoupá z 800 m n. m. až do výše 1350 m n. m. do místní části Seewiese. V její blízkosti se nachází horské sedlo zvané Seebergpass.
Území městyse je velmi hornaté. V severozápadní části jsou horské vrcholy s nadmořskou výškou až přes 2000 m. Např. Ringkamp (2153 m n. m.), Severinkogel (2038 m n. m.) a jiné. V jižní části městyse dosahuje nadmořská výška téměř 1500 m.

## Sousední obce
Všechny sousední obce jsou ve stejném okrese jako Turnau. Jsou to: Mariazell na severu, Sankt Barbara im Mürztal na východě, Kindberg na jihovýchodě, Sankt Lorenzen im Mürztal a Kapfenberg na jihu, Thörl a Aflenz na západě.

## Zajímavosti
- Katolický filiální kostel s. Linharta v místní části Seewiesen
- Katolický farní kostel sv. Jakuba staršího v Turnau